# Chikkeri, Hangal
Chikkeri là một làng thuộc tehsil Hangal, huyện Haveri, bang Karnataka, Ấn Độ.